# Suzuki Vitara

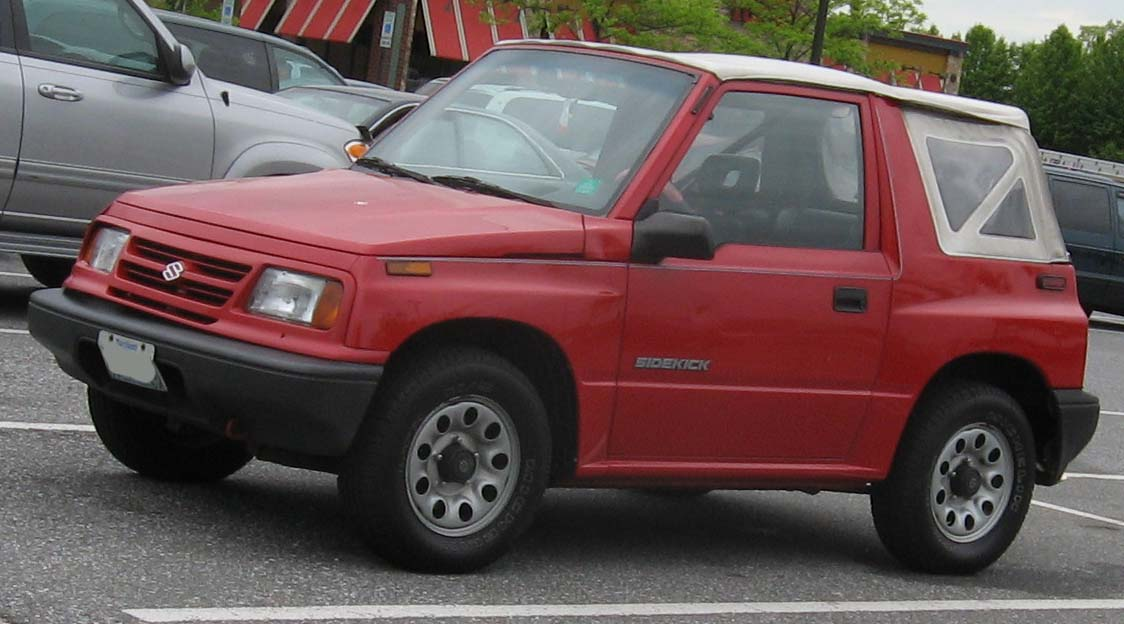
Suzuki Sidekick Sport cabriolet (VS)

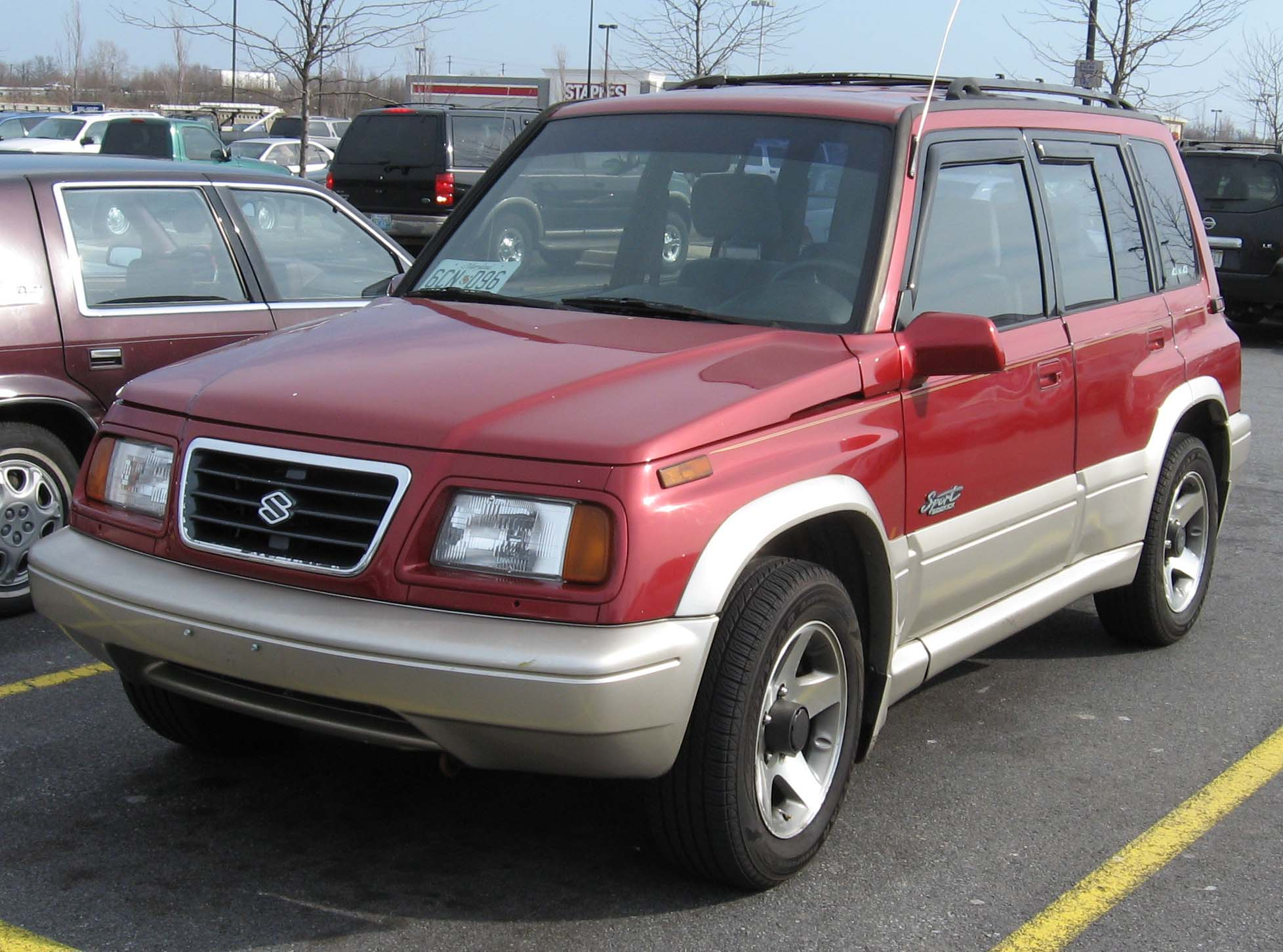
Suzuki Sidekick Sport vierdeurs (VS)

De Suzuki Vitara is een vierwielaangedreven terreinwagen, wat inhoudt dat het voertuig is ontworpen op offroad-eigenschappen, en niet op verharde weg-eigenschappen, zoals de SUV's. De auto kwam onder de naam Vitara en Grand Vitara op de Europese markt, onder de naam Escudo en Grand Escudo op de Japanse markt, en onder de naam Sidekick op de Noord-Amerikaanse markt. De auto is verkrijgbaar in een driedeurs- en vijfdeursuitvoering.
De auto kwam na badge-engineering ook onder de naam Geo Tracker op de markt.

## E Vitara
Suzuki heeft ook een elektrische variant van de Vitara gemaakt genaamd de E Vitara. De E Vitara is het eerste volledig elektrisch aangedreven model van Suzuki. De E Vitara is in november 2024 onthuld en medio 2025 wordt deze in de Nederlandse showrooms verwacht. 
Huidige modellen Europa:
Across ·
Ignis ·
Jimny ·
S-Cross ·
Swace ·
Swift · 
Vitara

Huidige modellen internationaal:
Alto Lapin · 
APV ·
Baleno ·
Carry · 
Celerio · 
Equator · 
Ertiga · 
Every ·
S-Presso ·
Landy ·
MR Wagon · 
Palette · 
Solio · 
Wagon R

Uit productie:
Cappuccino · 
Cara ·
Cervo · 
Forenza ·
Fronte · 
Grand Vitara · 
Grand Vitara XL-7 · 
Kei · 
Kizashi · 
Liana · 
LJ · 
Mighty Boy · 
Reno ·
SJ/Samurai · 
Splash ·
Suzulight · 
Twin · 
Verona ·
X-90 · 
XL7 · 
Wagon R+

Concept cars:
A-Star · 
Concept-S · 
Ionis ·
Concept Kizashi · 
Concept Kizashi 2 · 
Concept Kizashi 3 · 
Kizashi Apex Turbo ·
Kizashi EcoCharge ·
LC · 
Makai · 
Mom's Personal Wagon ·
Pixy en SCC · 
P.X · 
Q · 
RIII · 
Regina · 
S-Cross ·
Splash · 
Swift S · 
Swift PHEV ·
SXForce ·
X-Head · 
XA Alpha